# Open Air Field
L'Open Air Field és un festival de música electrònica a Luxemburg i té lloc a Lintgen -a prop de Mersch-. La primera edició va tenir lloc al juliol de 2007 sota el nom Feldparty. El 2014 l'esdeveniment va ser nomenat Open Air Field.
El lloc està situat en un gran prat a la vora del bosc, amb aparcament proper. Diferents estils de música es poden sentir per tot arreu: música electrònica, música house, house progressiu i electroclash.

## Lemes
El lema de l'Open Air Field canvia cada any. El de l'any de 2015 és: «La música electrònica es reuneix amb la natura».